# 詹姆斯·朗格文
詹姆斯·朗格文（James Langevin；1964年4月22日—）是美國的一位政治人物。自2001年開始，他是羅德島州第2選舉區選出的美國眾議院議員。他的黨籍是民主黨。朗格文畢業於哈佛大學的甘乃迪政府學校。